# Cantó de Besançon-Nord-Est
El cantó de Besançon-Nord-Est és una antiga divisió administrativa francesa, situada al departament del Doubs i a la regió del Franc Comtat.

## Municipis
- Besançon (barris de Chailluz, Saint-Claude, Palente, Les Orchamps, Combe Saragosse i Vallon du Jour)

## Història
| Data d'elecció                           | Identitat         | Partit                       | Qualitat |
| ---------------------------------------- | ----------------- | ---------------------------- | -------- |
| 1945-1951                                | Léon Nicod        | PCF                          |          |
| 1951-1964                                | Jacques Weinman   | RPF, després RS, després UNR |          |
| 1964-1970                                | Constant Bonnefoy | SFIO                         |          |
| 1970-1973                                | Jacques Weinman   | UDR                          |          |
| 1973-2001                                | Joseph Pinard     | PS                           |          |
| 2001-                                    | Claude Girard     | PS                           |          |
| les dades anteriors no són pas conegudes |                   |                              |          |
|                                          |                   |                              |          |